# Campionat del món de ciclisme en pista de 1946
El Campionat Mundial de Ciclisme en Pista de 1946 es va celebrar a Zúric (Suïssa) del 24 d'agost a l'1 de setembre de 1946.
Les competicions es van celebrar a l'Oerlikon Velodrome de Zúric. En total es va competir en 5 disciplines, 3 de professionals i 2 d'amateurs.

## Resultats

### Masculí

#### Professional
| Prova                 | Or                            | Argent                       | Bronze                           |
| Velocitat individual  | Jan Derksen · Països Baixos   | Georges Senfftleben · França | Arie van Vliet · Països Baixos   |
| Persecució individual | Gerrit Peters · Països Baixos | Roger Piel · França          | Arne Werner Pedersen · Dinamarca |
| Darrere moto          | Elio Frosio · Itàlia          | Jacques Besson · Suïssa      | Louis Chaillot · França          |

#### Amateur
| Prova                 | Or                      | Argent                      | Bronze                          |
| Velocitat individual  | Oscar Plattner · Suïssa | Axel Schandorff · Dinamarca | Cornelis Byster · Països Baixos |
| Persecució individual | Roger Rioland · França  | Børge Gissel · Dinamarca    | Harald Janemar · Suècia         |

## Medaller
| Pos. | País          | Or | Plata | Bronze | Total |
| 1    | Països Baixos | 2  | 0     | 2      | 4     |
| 2    | França        | 1  | 2     | 1      | 4     |
| 3    | Suïssa        | 1  | 1     | 0      | 2     |
| 4    | Itàlia        | 1  | 0     | 0      | 1     |
| 5    | Dinamarca     | 0  | 2     | 1      | 3     |
| 6    | Suècia        | 0  | 0     | 1      | 1     |